# Кардона, Хулиан
Хулиан Кардона Табарес (исп. Julián Cardona Tabares; род. 19 января 1997 в Ла-Уньоне, департамент Антьокия,  Колумбия) — колумбийский профессиональный шоссейный велогонщик, выступающий за команду мирового тура «EF Pro Cycling».

## Достижения
2015
1-й  Чемпион Колумбии — Индивидуальная гонка (юниоры)
1-й  Чемпион Панамерики — Индивидуальная гонка (юниоры)
2017
1-й  Чемпион Колумбии - Индивидуальная гонка U23
2018
5-й - Чемпионат Колумбии - Индивидуальная гонка